# Калин Сърменов
Калин Николаев Сърменов (роден на 25 май 1963 г.) е български актьор. Той е съосновател на групата „Чувал чувал“. Директор на Сатиричния театър.

## Биография
Завършил е кинорежисура в класа на Мариана Евстатиева и актьорско майсторство в класа на Гриша Островски.
През 2012 г. е назначен за временен директор на Сатиричния театър, след което Здравко Митков поема поста. През октомври 2017 г. Сърменов е избран за директор на театъра. На 12 април 2022 г. е преизбран на поста.
В разгара на антиправителствените протести през лятото на 2020 г. Сърменов е сред авторите на декларация в подкрепа на третото правителство на Бойко Борисов. През 2021 г. влиза в инициативния комитет, който издига кандидатурата на Анастас Герджиков за президент на България.
Женил се е два пъти и има една дъщеря от първия си брак и две от втория.

## Частична филмография
- Коледата е възможна (2001) – катаджия
- Църква за вълци (2004) – Асен
- Седем часа разлика (2011 – 2014) – Михаил Михайлов
- Опасен гост (2013) – сърбин
- Лили рибката (2017) – Кольо
- Полицаите от края на града (2018)
- Извън пътя (2017) – бащата на Салия

## Кариера на озвучаващ актьор
Сърменов се занимава с озвучаване на реклами, филми и сериали.
По-известни заглавия с негово участие са „Странното завръщане на Диана Саласар“, „Приключенията на Бриско Каунти младши“ (дублаж на БНТ), „Семейство Сопрано“, „Бягство от затвора“ (в епизоди 74 – 79), „Братя и сестри“ (дублаж на БНТ), „Вътрешна сигурност“ и „Империя“.
| Актьор             | Заглавия | Роли |
| ------------------ | --- | --- |
| Ал Пачино          | Кметството Дони Браско (дублаж на Топ Видео Рекърдс) Всички мои познати Дани Колинс | Джон Папас Бенджамин „Левичаря“ Ругиеро Илай Уърман Дани Колинс |
| Ангъс Макфейдън    | Смело сърце (дублаж на Медиа Линк) Импулс | Робърт I и разказвач Джонатан Денисън и Саймън Филипс |
| Арнолд Шварценегер | Близнаци (дублаж на Медиа Линк) Зов за завръщане (дублаж на bTV) Ченге в детската градина (дублаж на bTV) Терминатор 2: Денят на страшния съд (дублаж на bTV) Терминатор 3: Бунтът на машините (дублаж на bTV) Истински лъжи (дублаж на bTV) Джуниър (дублаж на bTV) Коледата невъзможна (дублаж на bTV) Батман и Робин (дублаж на bTV) Невъзможно бягство Саботаж Непобедимите 3 478 | Джулиъс Бенедикт Дъглас Куейд/Хаузър Детектив Джон Кимбъл Терминаторът/Т-800 Терминаторът/Т-850 Хари Таскър Д-р Алекс Хес Хауърд Лангстън Мистър Фрийз Емил Ротмейър Джон „Разбивача“ Уортън Тренч Маузър Роман Мелник |
| Брус Уилис         | Чакала (дублаж на Арс Диджитал Студио) Град на греха: Жена, за която да убиваш Имало едно време в Ел Ей | Чакала Джон Хартиган Стийв Форд |
| Денис Хопър        | Истински романс Скорост (дублаж на bTV) | Клифърд Уърли Хауърд Пейн |
| Джеймс Гандолфини  | Истински романс Семейство Сопрано (дублаж на БНТ) | Върджил Тони Сопрано |
| Джеръми Айрънс     | Умирай трудно 3 (дублаж на студио Доли) Небесно царство Ерагон Апалуза Животът на Джорджия О'Кийф | Саймън Грубер Тиберий Бром Рандал Браг Алфред Стиглиц |
| Жан Рено           | Годзила (дублаж на bTV) С жени на море (дублаж на Медиа Линк) | Филип Роше Марсел |
| Крисчън Бейл       | Батман в началото Черният рицар Черният рицар: Възраждане | Брус Уейн/Батман |
| Лиъм Нийсън        | Списъкът на Шиндлер (дублаж на студио VMS) Небесно царство Твърде лично (дублаж на bTV) | Оскар Шиндлер Годфроа от Ибелин Брайън Милс |
| Лорънс Фишбърн     | Матрицата (дублаж на студио VMS) Матрицата: Презареждане (дублаж на студио VMS) Матрицата: Революции (дублаж на студио VMS) Реката на тайните | Морфей Сержант Уайти Пауърс |
| Мартин Шийн        | Отвъд звездите Споун (дублаж на bTV) | Пол Андрюс Джейсън Уин |
| Пиърс Броснан      | Марсиански атаки Вълшебният меч | Професор Доналд Кеслър Крал Артур |
| Робърт Де Ниро     | Обратна тяга (дублаж на Медиа Линк) Нос Страх (дублаж на Медиа Линк) | Доналд „Сянката“ Римгейл Макс Кейди |
| Ръсел Кроу         | Добра година Мрежа от лъжи | Макс Скинър Ед Хофман |
| Самюъл Джаксън     | Истински романс Опасен съсед | Големия Дон Полицай Абел Търнър |
| Стивън Сегал       | Градска справедливост (дублаж на bTV) Под дулото на пистолета (дублаж на bTV) | Саймън Балистър Мат Конлин |
| Том Бари           | Бързи и яростни Бързи и яростни 2 | Агент Билкинс |
| Ф. Мъри Ейбрахам   | Отвъд звездите Вътрешна сигурност (от втори до пети сезон) | Д-р Хари Бъртрам Дар Адал |
| Уесли Снайпс       | Шугър Хил Непобедимите 3 Играчът | Ромело Скъгс Доктор Смърт Г-н Джонсън |
| Уилям Фиктнър      | Мистър и мисис Смит (дублаж на Андарта Студио) Бягство от затвора (в епизоди 74 – 81) | Д-р Уекслър Алегзандър Махоун |